# China Labour Bulletin
Le China Labour Bulletin (CLB) est une organisation non gouvernementale qui a pour but de promouvoir et défendre les droits des travailleurs en Chine. Elle est basée à Hong Kong et a été fondée en 1994 par le militant syndical Han Dongfang.

## Présentation
Le China Labour Bulletin, basé à Hong Kong en Chine, préconise de renforcer les droits des travailleurs chinois. Il publie des rapports sur les conditions de travail chinoises. L'ONG établit une carte des grèves en Chine continentale. En 2014, le China Labour Bulletin a recensé 1 378 grèves en Chine continentale, 656 en 2013, 382 en 2012 et 185 en 2011. Pour Cai Chongguo, membre du China Labour Bulletin, cette augmentation des mouvements sociaux en Chine est « incroyable : ces mêmes ouvriers s’organisent, rédigent des revendications, font grève, élisent des représentants, négocient et font plier la direction. Les consciences se sont véritablement réveillées, les ouvriers défendent activement leurs droits ».
Depuis décembre 2014, le China Labour Bulletin comptabilise les accidents industriels en Chine, à partir des données publiées par la presse locale chinoise. Ainsi 316 cas, « inondations de mines, incendies, défaillances mécaniques ou structurelles, fuites de gaz ou de produits chimiques », ont été recensés depuis le début de l'année 2015.  De janvier à novembre 2015, China Labour Bulletin a recensé en Chine 2 354 grèves et manifestations.
Le China Labour Bulletin intervient plusieurs fois par semaine sur la Radio Free Asia,. L'ONG est partenaire du Comité catholique contre la faim et pour le développement.